# Пицци, Хуан Антонио
Хуа́н Анто́нио Пи́цци (исп. Juan Antonio Pizzi; род. 7 июня 1968[…], Санта-Фе) — испанский футболист и футбольный тренер.

## Биография

### Игровая карьера
Пицци начал свою профессиональную карьеру в аргентинском клубе «Росарио Сентраль», откуда уехал в мексиканский клуб «Толука». После удачно проведённого сезона в Мексике Хуан Антонио отправился в Испанию. Его новым клубом стал «Тенерифе», в котором он за два сезона забил 30 голов. Также он помог своей команде получить право на участие в Кубке УЕФА.
В связи с успешным выступлением за «Тенерифе» игроком заинтересовалась «Валенсия», куда он перешёл в 1993 году. Однако после не самого успешного сезона за «летучих мышей» Хуан Антонио вернулся в «Тенерифе». После возвращения футболист вновь стал много забивать. Проведя за клуб 41 встречу, он забил 31 гол и был претендентом на «Золотую бутсу».
После двух успешных сезонов Пицци в 1996 году перешёл в «Барселону». Закрепиться в основном составе гранда европейского футбола ему так и не удалось. Хуан Антонио проиграл конкуренцию Роналдо, Сонни Андерсону и универсалу Луису Энрике. За два сезона он отметился 11 забитыми мячами, но, несмотря на это, стал популярен среди болельщиков клуба.
В «Барселоне» он выиграл Суперкубок Испании в 1996 году, Кубок кубков УЕФА и Суперкубок УЕФА в 1997 году. Также вместе с командой он завоевал свой единственный чемпионский титул. Возможно, наиболее ярким моментом его карьеры в «Барселоне», стала встреча против «Атлетико Мадрид», где Пицци забил победный гол в ворота соперника.
Впоследствии Хуан Антонио вернулся в Аргентину, где начал выступать за «Ривер Плейт». Спустя некоторое время Пицци вернулся в «Росарио Сентраль», откуда через год перебрался в «Порту». Вследствие блеклого выступления в Португалии футболист вернулся в «Росарио Сентраль». Однако в 2002 году Пицци вновь покинул команду, на этот раз подписав контракт с «Вильярреалом», который искал замену травмированному Мартину Палермо.
Пицци дебютировал за национальную команду Испании 30 ноября 1994 года в товарищеской встрече против Финляндии.
Вместе со сборной Испании Хуан Антонио участвовал на чемпионате Европы 1996 и чемпионате мира 1998. После нулевой ничьи во встрече с Парагваем футболист принял решение завершить выступления за национальную команду.

### Тренерская карьера
После завершения карьеры Пицци увлёкся игрой в поло. Спустя некоторое время Хуан Антонио начал тренировать аргентинский клуб «Колон», вместе с перуанцем Хосе дель Соларом. Однако они оба были уволены после трёх поражений в стартовых турах чемпионата Клаусуры.
13 апреля 2006 года Пицци возглавил перуанский «Универсидад Сан-Мартин». Покинул клуб 26 ноября того же года.
С 2009 года Хуан Антонио Пицци руководил клубом «Сантьяго Морнинг».
С 2010 по 2011 год возглавлял чилийский клуб «Универсидад Католика», с которым выиграл чемпионат страны в 2010 году.
В 2011 году возглавил аргентинский клуб «Росарио Сентраль», но вскоре был уволен в связи с тем, что команда не смогла выйти в Примеру Дивизион А.
В 2012—2013 годах Пицци работал главным тренером аргентинского клуба «Сан-Лоренсо», с которым выиграл Инисиаль в 2013 году. В конце 2013 года покинул клуб.
В декабре 2013 года Пицци стал главным тренером испанской «Валенсии». В июле 2014 года был уволен со своего поста новым руководством клуба.
С 2014 по 2016 год тренировал мексиканский клуб «Леон». В январе 2016 года оставил свой пост по собственному желанию.
В конце января 2016 года Хуан Антонио Пицци принял предложение возглавить сборную Чили после ухода Хорхе Сампаоли. В июне 2016 года привёл чилийскую сборную к победе на Кубке Америки. Однако команда не смогла пройти отбор на чемпионат мира 2018 в России, и тренер объявил об уходе из сборной. После этого Пицци возглавил сборную Саудовской Аравии.

## Статистика

### Клубная статистика
| Сезон   | Клуб             | Игры | Голы |
| ------- | ---------------- | ---- | ---- |
| 1988/89 | Росарио Сентраль | 26   | 12   |
| 1989/90 | Росарио Сентраль | 31   | 15   |
| 1990/91 | Толука           | 30   | 12   |
| 1991/92 | Тенерифе         | 34   | 15   |
| 1992/93 | Тенерифе         | 34   | 15   |
| 1993/94 | Валенсия         | 19   | 4    |
| 1994/95 | Тенерифе         | 32   | 15   |
| 1995/96 | Тенерифе         | 41   | 31   |
| 1996/97 | Барселона        | 33   | 9    |
| 1997/98 | Барселона        | 15   | 2    |
| 1998/99 | Ривер Плейт      | 17   | 6    |
| 1999/00 | Росарио Сентраль | 28   | 19   |
| 2000/01 | Порту            | 11   | 3    |
| 2000/01 | Росарио Сентраль | 10   | 4    |
| 2001/02 | Росарио Сентраль | 18   | 7    |
| 2001/02 | Вильярреал       | 13   | 1    |

### Матчи и голы за сборную Испании
| Матчи и голы за сборную Испании | Матчи и голы за сборную Испании | Матчи и голы за сборную Испании | Матчи и голы за сборную Испании | Матчи и голы за сборную Испании | Матчи и голы за сборную Испании                                   | Матчи и голы за сборную Испании |
| №                               | Дата                            | Оппонент                        | Счёт                            | Голы                            | Соревнование                                                      |                                 |
| ------------------------------- | ------------------------------- | ------------------------------- | ------------------------------- | ------------------------------- | ----------------------------------------------------------------- | ------------------------------- |
| 1                               | 30 ноября 1994                  | Финляндия                       | 2:0                             | —                               | Товарищеский матч                                                 |                                 |
| 2                               | 18 января 1995                  | Уругвай                         | 2:2                             | 1                               | Товарищеский матч                                                 |                                 |
| 3                               | 22 февраля 1995                 | Германия                        | 0:0                             | —                               | Товарищеский матч                                                 |                                 |
| 4                               | 29 марта 1995                   | Бельгия                         | 1:1                             | —                               | Отборочный матч чемпионата Европы по футболу 1996                 |                                 |
| 5                               | 26 апреля 1995                  | Армения                         | 2:0                             | —                               | Отборочный матч чемпионата Европы по футболу 1996                 |                                 |
| 6                               | 6 сентября 1995                 | Кипр                            | 6:0                             | 2                               | Отборочный матч чемпионата Европы по футболу 1996                 |                                 |
| 7                               | 20 сентября 1995                | Аргентина                       | 2:1                             | 1                               | Товарищеский матч                                                 |                                 |
| 8                               | 11 октября 1995                 | Дания                           | 1:1                             | —                               | Отборочный матч чемпионата Европы по футболу 1996                 |                                 |
| 9                               | 15 ноября 1995                  | Македония                       | 3:0                             | —                               | Отборочный матч чемпионата Европы по футболу 1996                 |                                 |
| 10                              | 7 февраля 1996                  | Норвегия                        | 1:0                             | —                               | Товарищеский матч                                                 |                                 |
| 11                              | 24 апреля 1996                  | Норвегия                        | 0:0                             | —                               | Товарищеский матч                                                 |                                 |
| 12                              | 9 июня 1996                     | Болгария                        | 1:1                             | —                               | Чемпионат Европы по футболу 1996 (финальные игры, групповой этап) |                                 |
| 13                              | 18 июня 1996                    | Румыния                         | 2:1                             | —                               | Чемпионат Европы по футболу 1996 (финальные игры, групповой этап) |                                 |
| 14                              | 4 сентября 1996                 | Фарерские Острова               | 6:2                             | —                               | Отборочный матч чемпионата мира по футболу 1998                   |                                 |
| 15                              | 13 ноября 1996                  | Словакия                        | 4:1                             | 1                               | Отборочный матч чемпионата мира по футболу 1998                   |                                 |
| 16                              | 18 декабря 1996                 | Мальта                          | 3:0                             | —                               | Отборочный матч чемпионата мира по футболу 1998                   |                                 |
| 17                              | 12 февраля 1997                 | Мальта                          | 4:0                             | 1                               | Отборочный матч чемпионата мира по футболу 1998                   |                                 |
| 18                              | 11 октября 1997                 | Фарерские Острова               | 3:1                             | —                               | Отборочный матч чемпионата мира по футболу 1998                   |                                 |
| 19                              | 19 ноября 1997                  | Румыния                         | 1:1                             | —                               | Товарищеский матч                                                 |                                 |
| 20                              | 28 января 1998                  | Франция                         | 0:1                             | —                               | Товарищеский матч                                                 |                                 |
| 21                              | 3 июня 1998                     | Северная Ирландия               | 4:1                             | 2                               | Товарищеский матч                                                 |                                 |
| 22                              | 19 июня 1998                    | Парагвай                        | 0:0                             | —                               | Чемпионата мира по футболу 1998 (финальные игры, групповой этап)  |                                 |

Итого: 22 матча / 8 голов; 13 побед, 8 ничьих, 1 поражение.

## Титулы
В качестве игрока
- Чемпион Испании: 1997/98
- Обладатель Кубка Испании (2): 1996/97, 1997/98
- Обладатель Суперкубка Испании: 1996
- Обладатель Кубка кубков: 1996/97
- Обладатель Суперкубка Европы: 1997

В качестве тренера
- Чемпион Аргентины: Инисиаль 2013
- Чемпион Чили: 2010
- Обладатель Кубка Америки: 2016